# Ikaros Press
IKAROS Press er et dansk forlag, der udgiver bøger om arkitektur, kunst og design.
Direktør er Ellen Braae.
Forlaget udgiver en fagfællebedømt bogserie, IKAROS Academic Press, som er forbeholdt forskningsbetonede udgivelser. Forlaget er stiftet i 2009 af Kristian Berg Nielsen, som tidligere har været forlagsredaktør på såvel Arkitektskolens Forlag som forlaget Bogværket.

## Udvalgt udgivelse
- Liv Løvetand; Svava Riesto; Henriette Steiner (2022), byWomen - En guidebog til hverdagsarkitektur i København og omegn, Aarhus: Ikaros Press, ISBN 978-87-92614-14-8, Wikidata  Q134469690